# Marcipa dargei
Marcipa dargei là một loài bướm đêm trong họ Erebidae.